# 1843 (雜誌)
《1843》（原名，譯為智生活）是一本由倫敦經濟學人集團出版的生活方式類雙月刊，是《經濟學人》的姊妹刊物。該雜誌的前身是一本於每年夏季出版的年刊，正式創刊於2007年9月，最初以季刊形式發行，2009年9月起改為雙月刊。雜誌編輯部在創刊時將其涵蓋的內容形容為「藝術、時尚、食物、美酒、車、旅行和世上一切其他有趣事物」。
2016年3月，出版商經濟學人集團將《智生活》根據《經濟學人》的創刊年份更名為《1843》，重新發刊，保留雙月刊形式，更名後的首期雜誌是四/五月號。但2012年發刊的中文版《智生活》仍以原名繼續發行，只將英文名從「Intelligent Life」改為「1843」。
《1843》刊載的文章一部分由《經濟學人》雜誌記者執筆，也有一部分由世界各地作家撰寫的專稿。每期雜誌還刊登專門拍攝的攝影作品。
本刊的主編是《經濟學人》副主編艾瑪·鄧肯（Emma Duncan）。與《經濟學人》「匿名集體編輯」的方式不同，《1843》會在每期版權頁列出編輯部成員名單，每篇文章也都有其作者署名。

## 外部連結
- 雜誌官方網站（英文）
- 《Intelligent Life》中文版《智生活》官方網站（简体中文）